# Schlittschuh Club Engelberg
Lo Schlittschuh Club Engelberg (abbreviato SC Engelberg) è stata una squadra di hockey su ghiaccio svizzera con sede a Engelberg.

## Cronologia
- 19??-1911: ?
- 1911-1912: 1º livello
- 1912-1919: ?
- 1919-1921: 1º livello